# Старо-Красносельская дорога
Ста́ро-Красносе́льская доро́га — дорога в посёлке Александровская Пушкинского района Санкт-Петербурга. Проходит вдоль границы посёлка Александровская и города Пушкина от Баболовского парка до Варшавской железнодорожной линии, далее продолжается как Рехколовское шоссе. Параллельно Старо-Красносельской дороге (севернее) идут Баболовская и Земледельческая улицы.

## История
Название улице было присвоено 18 мая 2009 года по Старо-Красносельским воротам, от которых начинается дорога (они расположены на дороге на Александровку, а со Старо-Красносельской дорогой ворота соединяет аллея в Баболовском парке). В решении топонимической комиссии говорится, что таким образом было восстановлено название, существовавшее в XIX веке.

## Застройка
В настоящее время застроена только северная (нечетная) сторона.
По Старо-Красносельской дороге имеют адреса следующие дома (все жилые):
- № 11
- № 13

## Перекрёсток
- Соболевская дорога